# Louise Svalastog Spellerberg
Louise Svalastog Spellerberg (* 1. Oktober 1982 in Kolding) ist eine ehemalige dänische Handballspielerin, die zuletzt beim dänischen Erstligisten Nykøbing Falster Håndboldklub spielte. Mittlerweile ist sie als Handballtrainerin tätig.

## Karriere
Spellerberg begann mit dreieinhalb Jahren das Handballspielen bei Bramdrupdam GIF. Sieben Jahre später wechselte die Kreisspielerin zu KIF Vejen. Am 23. März 2002 gab Spellerberg ihr Debüt in der höchsten dänischen Spielklasse gegen Slagelse FH. Nachdem Spellerberg in der Saison 2007/08 für den Ligarivalen Ikast-Bording EH aufgelaufen war, kehrte sie wieder zu KIF zurück. Mit KIF erreichte sie in der Saison 2009/10 das Finale des Europapokals der Pokalsieger. Im Sommer 2011 unterzeichnete die Rechtshänderin einen Vertrag bei FC Midtjylland Håndbold. Mit dem FCM gewann sie 2012 den dänischen Pokal sowie 2013 die dänische Meisterschaft. Ab der Saison 2014/15 lief sie für København Håndbold auf. Nachdem Svalastog in der Saison 2017/18 die dänische Meisterschaft gewonnen hatte, beendete sie ihre Karriere. Im Januar 2020 gab sie ihr Comeback beim dänischen Erstligisten Nykøbing Falster Håndboldklub.
Ihr Länderspieldebüt in der dänischen Nationalmannschaft gab Spellerberg am 6. April 2006. Bislang absolvierte Spellerberg 75 Länderspiele, in denen sie 80 Treffer erzielte.
Louise Svalastog Spellerberg trainierte in der Saison 2021/22 die Damenmannschaft von Frederiksberg IF, die in der dritthöchsten dänischen Spielklasse antrat. Seit Februar 2022 ist sie in der Geschäftsführung von København Håndbold tätig.

## Sonstiges
Louise Svalastog Spellerberg war mit dem ehemaligen Handballspieler Bo Spellerberg verheiratet.